# 투자수익률
투자수익률(投資收益率, Return of Investment)은 투자한 자본에 대한 수익 혹은 손실의 비율을 일컫는 용어이다. 투자 금액의 수익 및 손실은 금융 이자, 이익 실현, 이익 손실, 순수입, 순손실 등에서 기인한다. 투자한 자본은 일반적인 자본 외에 비용이 수반된 투자, 자산, 자본 등을 모두 일컫는다. 계산하여 수치를 나타낼 때 분수보다는 비율로 나타내는 경우가 많다.

## 같이 보기
- 총자산이익률 (Return on asset, ROA)
- 자기자본이익률 (Return on equity, ROE)

## 참고 문헌
- 〈투자수익률〉. 《네이버 증권용어》.[깨진 링크(과거 내용 찾기)]
- 〈투자수익률〉. 《네이버 경제용어》.